# Yves Chenut
Pour les articles homonymes, voir Chenut.
 (avril 2021).
Si vous disposez d'ouvrages ou d'articles de référence ou si vous connaissez des sites web de qualité traitant du thème abordé ici, merci de compléter l'article en donnant les références utiles à sa vérifiabilité et en les liant à la section « Notes et références ».
 (juin 2025).
Motif : pas de sources secondaires, pas de recensions de ses livres, notoriété pas établie
- Archive Wikiwix
- Bing
- Cairn
- DuckDuckGo
- E. Universalis
- Gallica
- Google
- G. Books
- G. News
- G. Scholar
- Persée
- Qwant
- (zh) Baidu
- (ru) Yandex
- (wd) trouver des œuvres sur Wikidata

| 1. | Préciser le motif de la pose du bandeau. | Précisez le motif de la pose du bandeau en utilisant la syntaxe suivante : {{admissibilité à vérifier\|date=juin 2025\|motif=remplacez ce texte par le motif}}                   |
| 2. | Informer les utilisateurs concernés.     | Pensez à avertir le créateur de l'article, par exemple, en insérant le code ci-dessous sur sa page de discussion : {{subst:avertissement admissibilité à vérifier\|Yves Chenut}} |

Yves Chenut, né en 1928, est un écrivain français.

## Biographie
Ancien élève de l'École des arts et métiers, ingénieur, il accomplit de nombreuses missions dans le monde, et particulièrement en Afrique, pendant trente-cinq ans.[réf. nécessaire]
Ensuite, il se consacre à l'écriture de romans et d'essais. Son ouvrage La Dernière Chevauchée des vaincus raconte l'épopée de son aïeul, combattant à la bataille de Villersexel. 
À Toulouse, il a fondé une petite maison d'édition - les éditions Clapotements - où ont été notamment publiés Yves Le Pestipon ou Anne Poiré.

## Publications
- 1997 : Rendez-vous à l'Assekrem, Signes du monde.
- 1998 : Li Phang, Signes du monde.
- 2000 : La Dernière Chevauchée des vaincus, Éditions Cêtre, Besançon.
- 2000 : Le Bogue, Clapotements.
- 2001 : Comment devenir écrivain, se faire éditer, et devenir éditeur, Clapotements.
- 2003  :Meurtre à l'ombre de Saint Sernin, Clapotements.
- 2004 : La Malle oubliée, Clapotements.
- 2005 : Sous protection très rapprochée, Clapotements.
- 2008  : Comment ?, Clapotements.